# Gens Letòria
La gens Letòria (llatí: Laetoria gens) va ser una gens romana d'origen plebeu. Cap dels seus membres no va arribar mai al consolat, però n'hi va haver que assoliren magistratures inferiors.
Entre els personatges de la família destaquen:
- Marc Letori, primer magistrat plebeu el 495 aC
- Gai Letori, tribú de la plebs el 471 aC
- Marc Letori Mergus, tribú militar cap al 290 aC
- Marc Letori Plancià, magister equitum el 257 aC
- Gai Letori, pretor el 210 aC
- Luci Letori, edil plebeu el 202 aC
- Gneu Letori, llegat el 200 aC
- Letori, amic de Gai Semproni Grac
- Marc Letori, senador romà exiliat en temps de Sul·la